# 函館市企業局交通部
函館市企業局交通部（日语：／ Hakodate-shi Kigyōkyoku Kōtsūbu */?），舊稱函館市交通局，是北海道函館市的交通部門。主要管理軌道（有軌電車）業務，其原本所經營路線巴士業務則於2003年（平成15年）3月31日時轉移至函館巴士。公司總部位於函館市駒場町15番1號。在2001年時，其旗下所屬的函館市電路面電車被選為北海道遺產之一。

## 歷史
交通局的起源是在1897年開始營業的龜函馬車鐵路。1913年，此鐵路由函館水電所繼承，並且開始將其電氣化，並在1943年將已經全面由電力控制的電車業務轉讓至道南電氣軌道。同年，由於陸上交通事業調整法的緣故，函館市接收該業務。
- 1897年（明治30年）12月12日 - 龜函馬車鐵路由辯天町（後來的函館船塢前）～東川町（後來的東雲町）之間的馬車鐵路開始營業。
- 1898年（明治31年）
  - 1月9日 - 十字街～鶴岡町（後來的函館站前）～東川町之間路線開始營業。
  - 8月19日 - 改稱為函館馬車鐵路。
  - 9月29日 - 鶴岡町～海岸町之間路線開始營業。
  - 10月21日 - 海岸町～龜田之間路線開始營業。
  - 12月12日 - 東川町～湯川之間路線開始營業。
- 1903年（明治36年）7月8日（及1904年（明治37年）4月29日） - 取消海岸町～龜田之間路線。
- 1911年（明治44年）10月1日 - 函館水電有限公司收購函館馬車鐵路。
- 1913年（大正2年）
  - 6月29日 - 東雲町（後來的勞動會館前）～湯川之間路線電氣化（北海道最初的有軌電車），新川車庫完成。
  - 10月31日 - 辯天町～十字街～東雲町之間路線電氣化。
- 1914年（大正3年）
  - 5月1日 - 寶來町～谷地頭之間路線開始營業。
  - 10月31日 - 十字街～函館站前～海岸町、函館站前～松風町之間路線電氣化，全線開始電力行駛。
- 1915年（大正4年）9月1日 - 大門前～湯之川之間路線開始運行貨運列車。
- 1921年（大正10年） - 大型轉向架電車50形開始運行。
- 1925年（大正14年）10月1日 - 海岸町～龜田（後來的瓦斯會社）之間路線開始營業。
- 1926年（大正15年）1月20日 - 新川車庫發生火災，31輛電車被燒毀。
- 1932年（昭和7年）10月14日 - 取消貨運列車。
- 1934年（昭和9年）
  - 3月21日 - 發生函館大火，48輛電車及新川車庫等運行必須設施被燒毀。
  - 3月28日 - 部份路線恢復行駛，同月31日全面恢復行駛。
  - 8月1日 - 改稱為帝國電力。
  - 日期不明 - 代替因大火而燒毀的新川車庫，駒場車庫完成。
- 1936年（昭和11年）2月15日 - 柏木車庫完成。
- 1940年（昭和15年）8月6日 - 與大日本電力合併。
- 1943年（昭和18年）
  - 2月3日 - 轉讓至道南電氣軌道。
  - 11月1日 - 轉讓至函館市，函館市政府交通局成立。
  - 12月22日 - 改稱為函館市交通部。
- 1945年（昭和20年）7月9日 - 取消鮫川（後來的湯之川溫泉）～湯川之間路線。
- 1950年（昭和25年）9月14日 - 宮前線．龜田～宮前町之間路線開始營業。
- 1951年（昭和26年）7月1日 - 宮前線延長至宮前町～五稜郭公園前及開始營業。
- 1952年（昭和27年）10月1日 - 現在的函館市交通局（公營企業）成立。
- 1954年（昭和29年）11月21日 - 本線延長至龜國～鐵路工場前及開始營業。
- 1955年（昭和30年）11月27日 - 本線延長至鐵路工場前～五稜郭站前及開始營業。
- 1959年（昭和34年）9月2日 - 湯之川線延長至湯之川溫泉～湯之川及開始營業。
- 1966年（昭和41年）5月25日 - 梁川車庫完成。
- 1968年（昭和43年）6月1日 3系統（駒場車庫前～函館船塢前）的單人操作開始。
- 1973年（昭和48年）10月1日 - 梁川車庫關閉（車輛數目由75減少至58）。
- 1974年（昭和49年）
- 1月9日 - 指定為交通事業財政再建團體。
  - 4月19日 - 柏木町廳舍、車庫關閉。轉移至深堀町巴士車庫。
- 1978年（昭和53年）
  - 11月1日 - 取消部份本線（瓦斯會社前～五稜郭站前）。
  - 12月8日 - 由於深堀町巴士車庫的土地被售出，深堀廳舍的管理部門及運輸部門遷移至函館市末廣町分廳舍的4樓。並於1樓設置定期車券售票處。
- 1988年（昭和63年） - 由於重建完結，取消交通事業財政再建團體的指定。
- 1992年（平成4年）4月1日 - 取消東雲線（寶來町～松風町）。
- 1993年（平成5年）4月1日 - 取消部份本線（函館站前～瓦斯會社前）、宮前線（瓦斯會社前～五稜郭公園前）。
- 2002年（平成14年）10月7日 - 由於末廣町分廳舍關閉，同廳舍的管理部門及運輸部門遷移至位於駒場車庫新興建的管理廳舍。
- 2003年（平成15年）4月1日 - 將市營巴士路線6系統轉讓至函館巴士，巴士業務終止。
- 2011年（平成23年）4月1日 與函館市水道局合併，改成函館市企業局交通部。

## 路面電車
黃金時期時，函館市電車共有6條路線（12個系統）、總長度為17.9公里。但是由於乘客數量下降及經營環境困難，分別在1978年（昭和53年）、1992年（平成4年）及1993年（平成5年）取消部份路線，現在共有4條路線（2個系統）、總長度10.9公里正在營運。此外，現在正在討論是否需要延伸五稜郭公園前～富岡～美原、湯之川～函館機場的路線。

### 路線
- 路線距離：10.9公里
- 車站數目：26（含起點和終點站）
- 雙線路段：全線（起點和終點站的末端部份除外）
- 電氣化路段：全線（600V直流電）

本線
函館船塢前～函館站前（2.9公里）
湯之川線
松風町～湯之川（6.1公里）
寶來．谷地頭線
十字街～谷地頭（1.4公里）
大森線
函館站前～松風町（0.5公里）

#### 已廢除的路線
本線
瓦斯會社前～五稜郭站前（1.6公里）：於1978年（昭和53年）11月1日廢除。
函館站前～函館船塢前（1.8公里）：於1993年（平成5年）4月1日廢除。
東雲線
寶來町～松風町（1.6公里）：於1992年（平成4年）4月1日廢除。
宮前線
瓦斯會社前～五稜郭公園前：於1993年（平成5年）4月1日廢除。

### 運行系統
2系統及5系統在早上至下午7時將會交替每12分鐘一班（即在兩個系統重複的路線：湯之川～十字街會變成每6分鐘一班），在下午7時後則會交替每24分鐘一班（重複路線則是12分鐘）。
2系統：湯之川線～大森線～本線～寶來．谷地頭線
湯之川～五稜郭公園前～松風町～函館站前～十字街～谷地頭
5系統：湯之川線～大森線～本線
湯之川～五稜郭公園前～松風町～函館站前～十字街～函館船塢前

#### 已廢除的系統
1系統：途經東雲線
五稜郭站前～瓦斯會社前～五稜郭公園前～松風町～寶來町～十字街～函館船塢前
湯之川～五稜郭公園前～松風町～寶來町～十字街～函館船塢前
3系統：途經宮前線
湯之川～五稜郭公園前～瓦斯會社前～函館站前～十字街～函館船塢前
4系統：本線
五稜郭站前～瓦斯會社前～函館站前～十字街～函館船塢前
6～12系統則是為了因特殊情況而增加的班次系統。

### 停留場列表
- 所在地
  - 所有車站都位於北海道函館市。

| 路線名         | 停留場 編號 | 中文停留場名 | 日文停留場名 | 英文停留場名 | 路線距離 | 通算距離 | 接續路線、巴士指定轉乘停留所                                              | 所在地           |
| -------------- | ----------- | ------------ | ------------ | ------------ | -------- | -------- | ------------------------------------------------------------------------- | ---------------- |
| 湯之川線       | DY01        | 湯之川       |              |              | 0.0      | 0.0      | 函館巴士「湯倉神社前」                                                    | 湯川町2丁目      |
| 湯之川線       | DY02        | 湯之川溫泉   |              |              | 0.5      | 0.5      |                                                                           | 湯川町2丁目      |
| 湯之川線       | DY03        | 函館體育館前 |              |              | 0.8      | 0.8      |                                                                           | 湯川町1丁目      |
| 湯之川線       | DY04        | 駒場車庫前   |              |              | 1.0      | 1.0      |                                                                           | 駒場町、深堀町   |
| 湯之川線       | DY05        | 競馬場前     |              |              | 1.3      | 1.3      | 函館巴士「競馬場前」※只限使用ICAS nimoca的場合方可轉乘                    | 駒場町、深堀町   |
| 湯之川線       | DY06        | 深堀町       |              |              | 1.8      | 1.8      | 函館巴士「深堀町」                                                        | 柏木町           |
| 湯之川線       | DY07        | 柏木町       |              |              | 2.3      | 2.3      |                                                                           | 柏木町           |
| 湯之川線       | DY08        | 杉並町       |              |              | 2.9      | 2.9      |                                                                           | 松陰町、杉並町   |
| 湯之川線       | DY09        | 五稜郭公園前 |              |              | 3.5      | 3.5      | 函館巴士「五稜郭（市營巴士運行時的名稱是五稜郭電停前）」                  | 本町             |
| 湯之川線       | DY10        | 中央醫院前   |              |              | 3.8      | 3.8      |                                                                           | 本町             |
| 湯之川線       | DY11        | 千代台       |              |              | 4.1      | 4.1      |                                                                           | 千代台町         |
| 湯之川線       | DY12        | 堀川町       |              |              | 4.7      | 4.7      |                                                                           | 千代台町、中島町 |
| 湯之川線       | DY13        | 昭和橋       |              |              | 5.0      | 5.0      | 函館巴士「昭和橋」※只限使用ICAS nimoca的場合方可轉乘                      | 堀川町           |
| 湯之川線       | DY14        | 千歲町       |              |              | 5.3      | 5.3      |                                                                           | 千歲町、新川町   |
| 湯之川線       | DY15        | 新川町       |              |              | 5.6      | 5.6      |                                                                           | 千歲町、新川町   |
| 湯之川線       | DY16        | 松風町       |              |              | 6.0      | 6.0      |                                                                           | 松風町           |
| 大森線         | DY16        | 松風町       | 0.0          |              |          | 6.0      |                                                                           | 松風町           |
| 大森線         | DY17        | 函館站前     |              |              | 0.5      | 6.5      | 北海道旅客鐵道：函館本線 - 函館（H75） 函館巴士「函館站前」「棒二森屋前」 | 若松町           |
| 本線           | DY17        | 函館站前     | 0.0          |              |          | 6.5      | 北海道旅客鐵道：函館本線 - 函館（H75） 函館巴士「函館站前」「棒二森屋前」 | 若松町           |
| 本線           | DY18        | 市役所前     |              |              | 0.3      | 6.8      |                                                                           | 大手町           |
| 本線           | DY19        | 魚市場通     |              |              | 0.8      | 7.3      |                                                                           | 豐川町、大手町   |
| 本線           | DY20        | 十字街       |              |              | 1.3      | 7.8      | 函館市電：寶來·谷地頭線                                                   | 豐川町           |
| 本線           | D21         | 末廣町       |              |              | 1.9      | 8.4      |                                                                           | 末廣町           |
| 本線           | D22         | 大町         |              |              | 2.3      | 8.8      |                                                                           | 大町             |
| 本線           | D23         | 函館船塢前   |              | [ 註 1 ]     | 2.8      | 9.3      |                                                                           | 入舟町           |
| 寶來 ·谷地頭線 | DY20        | 十字街       |              |              | 0.0      | 7.8      | 函館市電：本線                                                            | 豐川町           |
| 寶來 ·谷地頭線 | Y24         | 寶來町       |              |              | 0.4      | 8.2      |                                                                           | 寶來町           |
| 寶來 ·谷地頭線 | Y25         | 青柳町       |              |              | 1.0      | 8.8      |                                                                           | 青柳町           |
| 寶來 ·谷地頭線 | Y26         | 谷地頭       |              |              | 1.4      | 9.2      |                                                                           | 谷地頭町         |

### 使用車輛
直至2010年4月1日，共有9款32輛營運用車、2輛除雪用車、3輛裝飾用車。
- 30型（39號，愛稱：箱館高領（ハイカラ）號）
- 500型
- 710型
- 800型
- 2000型
- 3000型
- 8000型（800型的車體更新車輛）
- 8100型（800型的車體更新車輛）
- 9600型（らっくる號）
- 排3號～排4號（除雪用車）
- 裝1號～裝3號（裝飾用車）

#### 退役車輛
- 於1943年11月轉讓王至函館市交通局時
  - 10型
  - 100型
  - 200型（2代）
  - 300型
  - 400型
- 在函館水電、帝國電力、道南電氣軌道時期因改造等原因而消失
  - 50型（因為新川車庫火災及函館大火而全部燒毀）
  - 200型（初代）
- 由函館市交通局引進
  - 600型
  - 700型
  - 706型
  - 1000型

#### 車庫
現在的車庫是駒場車庫，而過去亦存在過柏木車庫及梁川車庫。

## 巴士業務
- 日吉營業所（→函館巴士日吉營業所）
- 昭和營業所（→函館巴士昭和營業所）
- 站前出張所

## 外部連結
- 函館市企業局交通部（日文）
- 函館觀光資訊網站（日文、英文、繁體中文、韓文）